# Xemeneia de la fàbrica de licors de Manresa Alta
La Xemeneia de la fàbrica de licors de Manresa Alta és una obra del municipi de Manresa (Bages) protegida com a bé cultural d'interès local.
És la xemeneia d'una antiga fàbrica de licors. Base quadrangular i cos troncocònic. Bastida amb totxo aplantillat. Acabat clàssic amb reforços al coronament circular i motllures. Actualment es troba alliberada de construccions adossades.